# Несправедливость

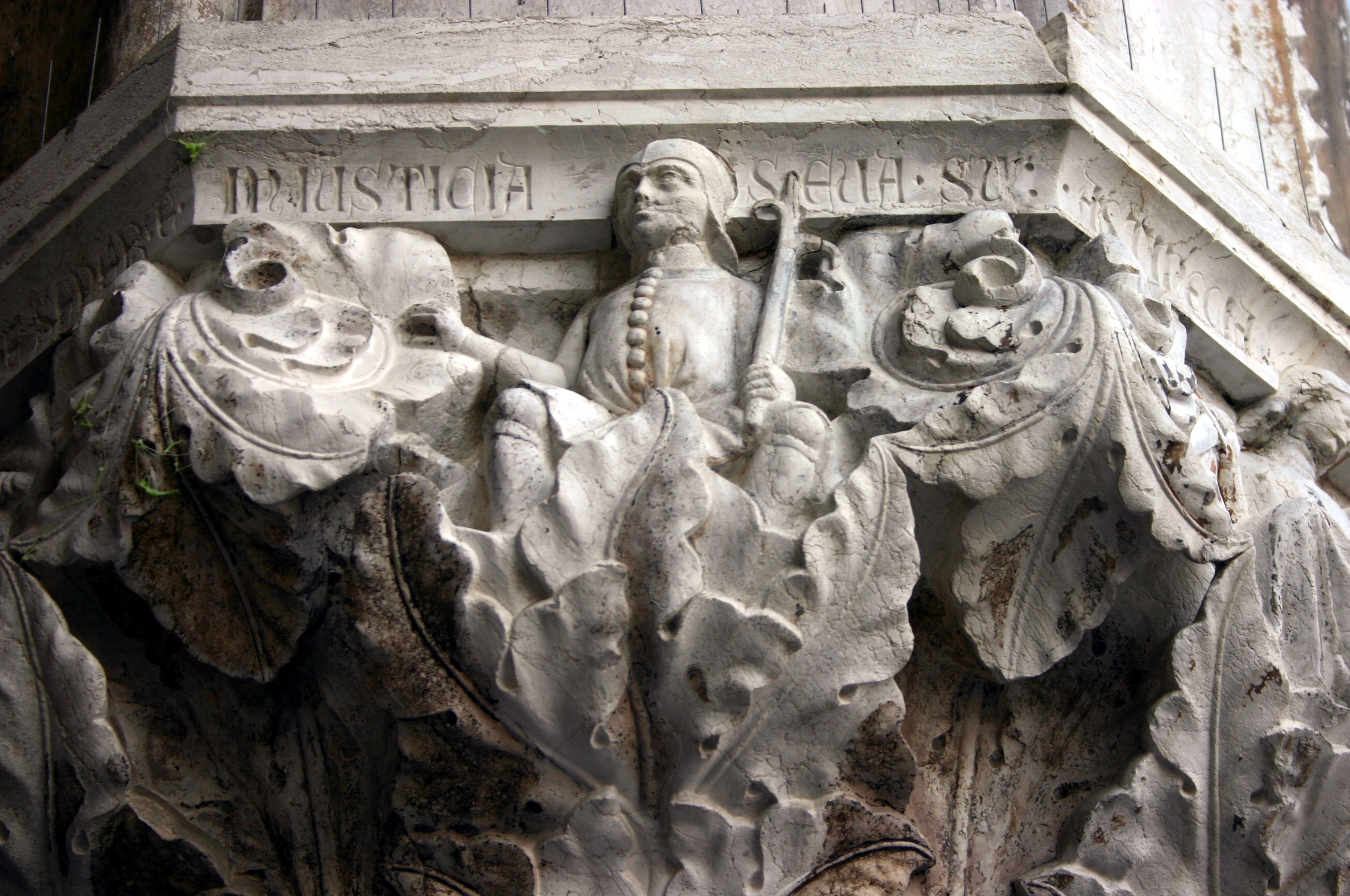
Несправедливость, одна из серии аллегорических капителей изображающих пороки и добродетели во Дворце дожей в Венеции

Несправедли́вость относится к отсутствию или противоположности справедливости. Термин может быть применён относительно отдельного случая или ситуации. Термин обычно соотносится с плохим обращением, злоупотреблением, пренебрежением или должностным преступлением, которое осталось безнаказанным либо санкционированным правовой системой. Плохое обращение и злоупотребление в отдельном случае или контексте могут представлять системный отказ служить делу правосудия (правовой вакуум). Несправедливость означает «грубое неравенство». Несправедливость может быть классифицирована как другая система в сравнении с концепциями справедливости и несправедливости других стран. Она может быть результатом некорректно принятого человеком решения, которое система напротив допускает защитить.
Платон утверждает, что не знает, что такое справедливость, но знает, чем справедливость не является.
Проект Innocence Project собрал большое количество трагических случаев, в которых американская система правосудия обвинила и осудила не того человека.